# Boreomysis obtusata
Boreomysis obtusata is een aasgarnalensoort uit de familie van de Mysidae. De wetenschappelijke naam van de soort werd in 1883 voor het eerst geldig gepubliceerd door Georg Ossian Sars.